# Aleksandr Aleksandrovitj Muratov
 Ikke at forveksle med Aleksandr Muratov.
Aleksandr Aleksandrovitj Muratov (russisk: Александр Александрович Муратов) (født 15. februar 1952 i Leningrad i Sovjetunionen) er en sovjetisk filminstruktør og manuskriptforfatter.

## Filmografi
- Moonzund (Моонзунд, 1987)[1][2]
- Kriminalnyj kvartet (Криминальный квартет, 1989)
- ...Po prozvisjju Zver (…По прозвищу «Зверь», 1990)